# 启示录第8章
启示录第8章是新约圣经中《启示录》或称《约翰默示录》的第八章。传统上这部书被归于使徒约翰所著，但作者的确切身份仍是学界争论的焦点。在第一节中，第七印的开启标志着自第八章开始，之后第一至第五节写的都是揭开第七印。第六至十三节以及第9至第11章则记载了“七号”吹响的相关情形。在第八章中，前四位天使依次吹响了号角。

## 揭开第七印（8:1–5）

### 第一节
羔羊揭開第七印的時候，天上寂靜約有二刻 。

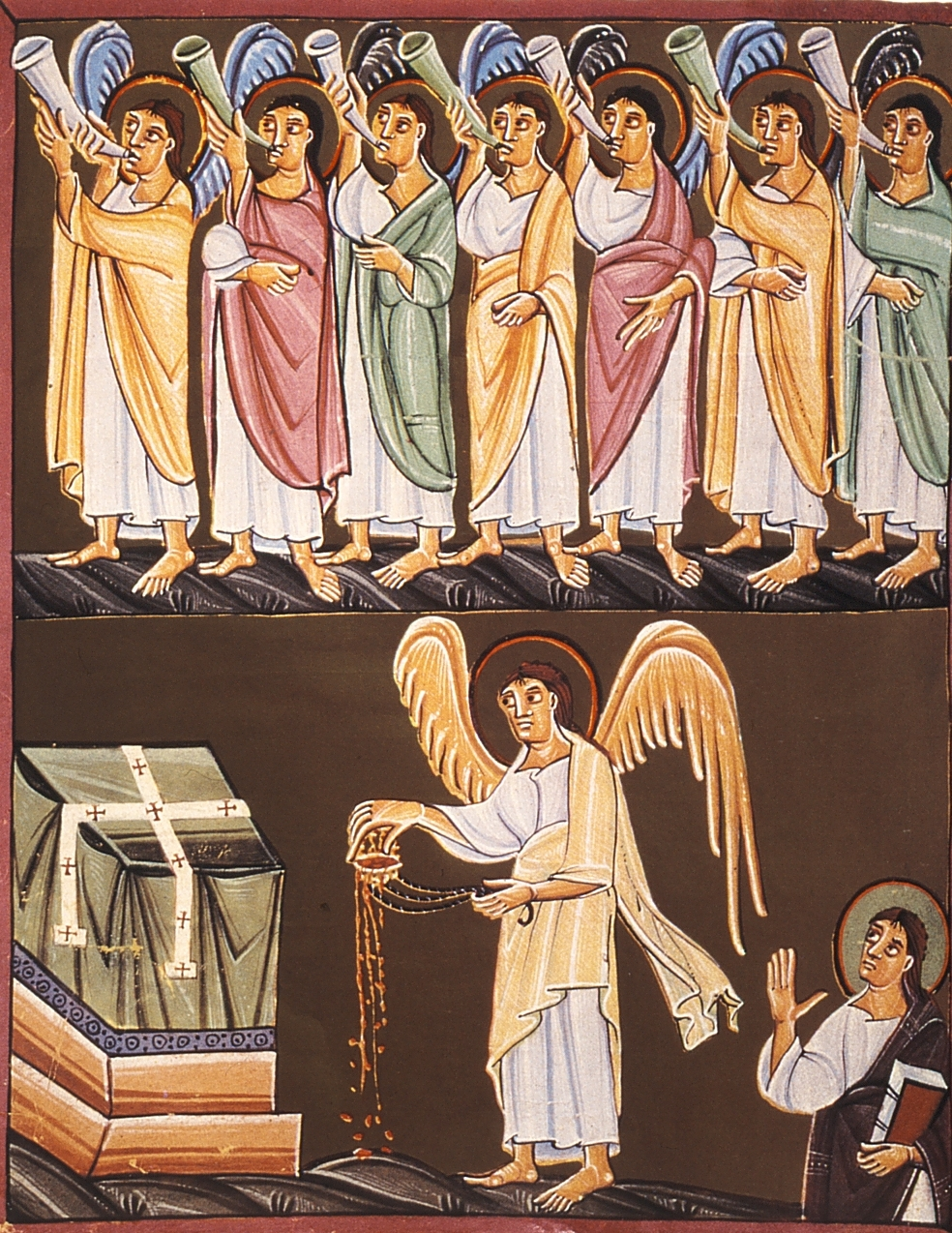
七位拿着七枝号角的天使和一位拿着香炉的天使

“天堂的寂静持续约半小时，始于赞美之歌依然回荡的地方。”扩展圣经将这种寂静描述为“由敬畏引发的戏剧性停顿”。几本小先知书都提到了在上帝面前保持静默，其中包括哈巴谷书、西番雅书和撒迦利亚书。

### 第二节
我看見那站在神面前的七位天使，有七枝號賜給他們。
海因里希·迈耶指出“那七位站在神面前的天使”是“七位特定的天使，虽然没有被称为‘天使長’，却在所有天使之上享有某种优先地位，站立在神面前”。在次经《多俾亞傳》中，拉斐尔自我介绍说：“我是天使拉斐尔，是那七位侍立在主面前者之一。”W·H·辛考克斯在《剑桥学校与学院圣经注释》中认为《多俾亞傳》中的这段话提及了“当时犹太人关于这些天使的普遍信仰”，而“圣约翰的异象正是用这一信仰的术语表达出来的，并且可以合理地认为，他以其先知性的权威对此加以认可。”

### 第三节
另有一位天使，拿著金香爐來，站在祭壇旁邊。有許多香賜給他，要和眾聖徒的祈禱一同獻在寶座前的金壇上。
第一句话所指的“香炉”以及“祭坛”是耶路撒冷圣殿香坛的天上对应物，圣殿的香坛在旧约的《出埃及记》以及《历代志上》中亦有提及。

### 第四节
那香的煙和眾聖徒的祈禱從天使的手中一同升到神面前。
约翰在其他地方明确地将焚香产生的“烟”比作“圣徒的祈祷”,诚如《诗篇》所言“愿我的祷告如香陈列在你面前！愿我举手祈求，如献晚祭！”。在这种情况下，升起的烟雾大概是殉道者们呼吁复仇的恳求。他们的请求现已正式呈交给神并被接受。

### 第五节
天使拿著香爐，盛滿了壇上的火，倒在地上；隨有雷轟、大聲、閃電、地震。
因此，天使的行动从祭司的代祷转向审判。上帝听到了殉道者的恳求，现在要将他们所犯下的谋杀罪报复到未得重生的人类身上。因此他把圣坛上的火盛在香炉里并倒在地上，随有雷轰、闪电、大声、地震。

## 吹响前四支号角（8:6–12）
与前四个印类似，“前四声号角”形成“四重奏”，每次都影响上帝创造的大地、海洋、淡水和天堂这四个区域中的三分之一。因此这场灾难的范围涵盖了所有受造物，整个世界以及其中所有的生物都受到了审判。前四号的审判显然是独立的，昭示了上帝古代子民中饱受苦难和迫害的余民对审判的呼声，在地上所发生的事中得到了回应。

### 第六节
拿著七枝號的七位天使就預備要吹 。
梅耶指出，“这包括以某种方式抓住喇叭，以便将它们放到嘴边”。

### 第七节
第一位天使吹號，就有雹子與火攙著血丟在地上；地的三分之一和樹的三分之一被燒了，一切的青草也被燒了。
这场灾祸有时被解释为暴风雨中细红沙与水混合而引起的自然现象，但这混淆了科学假说和末世论的象征意义。从天而降的鲜血预示着即将到来的屠杀，世上的居民流了殉道者的血，如今这一行为的后果正以血腥的洪流回归大地。第一号彰显了上帝愤怒的证据，与以色列人在埃及遭受第七灾时所经历的一样，冰雹、火和血都是上帝愤怒的象征。树木和青草被烧毁，其中青草象征着农业和商业的繁荣。一切都将消逝，人类引以为豪的繁荣最终将以巨大的灾难告终。号角审判中反复提到的第三部分指的是罗马帝国。

### 第八至第九节
第二位天使吹號，就有彷彿火燒著的大山扔在海中；海的三分之一變成血，海中的活物死了三分之一，船隻也壞了三分之一。
一些注释家认为这场灾难间接影射了公元79年维苏威火山的爆发，但这又一次曲解了约翰的意图。如前所述，这些意象出自先知最喜欢的资料之一的《以诺七书》，其中明确提到“七星如同燃烧的大山”。正如族长指南所解释的，这些天体被囚禁是因为它们“违背了耶和华的诫命”。因此这枝号角预示的并非火山爆发，而是一位被逐出天堂的叛逆天使的降临。在圣经中，山象征着一个王国，大海象征着国家。一些国家内部燃起战火，可能预示着革命，最终将沉入动荡不安的国家之海，其结果将是生命和商业遭受更严重的毁灭，正如船只所象征的那样。

### 第十至第十一节
第三位天使吹號，就有燒著的大星，好像火把從天上落下來，落在江河的三分之一和眾水的泉源上。這星名叫茵蔯。眾水的三分之一變為茵蔯；因水變苦，就死了許多人。
一些学者再次试图将这场灾难解释为陨石，以此来合理化这一意象，但援引自然现象来解释末世符号，就是误解了这些符号的根本性质。在希伯来圣经中，天使偶尔被拟人化为“星”，这一比喻在后来的基督徒和犹太人中仍然常见。由此推论，坠落的星与“堕落”天使之间存在联系。这颗特殊的“星”的身份仅被称为“茵陈”，这个名字显然更具隐喻性。他或许是最后的敌基督，他起初可能自称是以色列伟大的导师，拥有神圣的权柄，后来却经历了可怕的坠落。抑或是是与撒旦一起被驱逐的天使之一，其结果与前一号角基本相同，但作用于不同领域。前一个火球影响海洋，而后一个火球影响河流和溪流。在这两相作用下，三分之一的水都变得有毒。

### 第十二节
第四位天使吹号，太阳的三分之一、月亮的三分之一、星辰的三分之一都被击打，以致日月星的三分之一变黑了，白昼的三分之一没有光，黑夜也是这样。
结果并非如预期般光度成比例地减少，而是间歇性地停止运转，周期性地使世界陷入完全黑暗。太阳象征着最高权威，月亮本身不发光，象征着衍生的权威，星宿则象征着从属的权威。这号角审判的象征意义在于，复兴的罗马帝国境内所有权威都将被上天之手击倒，随之而来的是极其可怕的道德黑暗。这四号角审判预示着繁荣将从地上消失、一个强大的势力燃烧着革命之火并影响着列国、一位伟大的领袖将陨落并化为茵陈、被剥夺和击倒的权威将使罗马帝国的领土陷入最浓重的黑暗之中。

## 吹响后三支号角之前（8:13）

### 第十三节
我又看见一个鹰飞在空中，并听见它大声说：“三位天使要吹那其余的号。你们住在地上的民，祸哉！祸哉！祸哉！”
三次重复的“祸哉！”对应着即将到来的三支号角。然而这一次毁灭并非从天而降，而是从阴间升起。灾祸目标也发生了变化，其不再针对四个区域，而是直接指向了生活在大地上的人。由于在古希腊语中鹰和天使非常相似，因此有时“鹰”也写作“天使”。

### 书籍
- Gaebelein, Arno Clemens. . Publication Office "Our Hope". 1915  [2025-05-01]. ASIN B00085A3U4 （英语）.
- Arthur, David. . Rowman & Littlefield. 2021  [2025-05-01]. ISBN 978-1-9787-0250-9 （英语）.
- Bauckham, Richard. . Barton, John; Muddiman, John  (编).  first (paperback). Oxford University Press. 2007: 1287–1306  [2019-02-06]. ISBN 978-0199277186.